# Fábio Crippa
Fábio Crippa (São Paulo, 18 de abril de 1928 — São Paulo, 23 de janeiro de 2011) foi um futebolista brasileiro que atuou como goleiro, tendo sido o goleiro titular do Palmeiras na final da Copa Rio de 1951 contra a Juventus, da Itália, quando foi campeão.
Pelo clube alviverde paulistano, atuou em 80 jogos e sofreu 101 gols, no período entre 1950 a 1956.

## Morte
Morreu aos 82 anos, vítima de Mal de Alzheimer.

## Títulos
Palmeiras
- Copa Rio de 1951
- Torneio Rio-São Paulo de 1951
- Taça Cidade de São Paulo: 1951
- Troféu Cidade do México: 1952